# SpeeD
La Società Pubblicità Editoriale e Digitale (SpeeD), fino al 2014 Società Pubblicità Editoriale (SPE), è una concessionaria di pubblicità italiana.

## Storia
Nell'autunno del 1945 Oscar Maestro (1906-1992) è il co-fondatore e co-proprietario (assieme al fratello Guido) della SICAP, la società che gestisce la pubblicità per il quotidiano bolognese il Resto del Carlino. In dicembre rileva la proprietà del quotidiano. 
Nel 1946 cede il Resto del Carlino all'Eridania. Il colosso saccarifero pubblica già altri due quotidiani: La Nazione di Firenze e Stadio, quotidiano sportivo di Bologna. La raccolta pubblicitaria è gestita dalla SPI, una società internazionale. Maestro ottiene peraltro la concessione della raccolta pubblicitaria per entrambi e mantiene quella del Carlino. Nel 1947 cede le azioni della SICAP e i propri contratti alla SPI in cambio di una provvigione del 5% sul reddito pubblicitario lordo dei giornali.
Nel 1954 Maestro fonda una nuova società, la «Società Pubblicità Editoriale» come concessionaria degli spazi pubblicitari sui quotidiani Il Telegrafo, La Nazione e Il Resto del Carlino. La SPE gestisce la pubblicità della Nazione fino al maggio 1955 e del Carlino fino al 31 dicembre 1956. Entrambi sono sempre di proprietà dell'Eridania. Nello stesso anno 1956 viene fondato a Milano un nuovo quotidiano nazionale: Il Giorno, su iniziativa di Enrico Mattei.
Unico quotidiano legato all'industria statale, il foglio di Mattei non riesce a trovare inserzionisti privati per le proprie pagine e per tre anni attraversa grosse difficoltà economiche. Finché nel 1959 Oscar Maestro offre al Giorno la "pace degli zuccherieri" in cambio della gestione pubblicitaria del quotidiano. Nello stesso periodo Maestro conosce il petroliere Attilio Monti, che nel 1966 acquisisce l'Eridania.
L'alleanza con Attilio Monti si consolida nel 1986, quando Maestro viene nominato vice-presidente della Poligrafici Editoriale, dei cui quotidiani gestisce la pubblicità. Nel 1989 Maestro cede il controllo della SPE alla stessa Poligrafici Editoriale. Nel 1997 anche Il Giorno diviene proprietà del gruppo Poligrafici. La SPE diventa così la concessionaria "di casa" del Gruppo.
Nel 2014 la concessionaria ha assunto la nuova ragione sociale Società Pubblicità Editoriale e Digitale.
Nel 2018 ottiene la raccolta pubblicitaria per l'Italia dei quotidiani del gruppo francese "366".